# Joseph Ropars
 (juin 2015).
Si vous disposez d'ouvrages ou d'articles de référence ou si vous connaissez des sites web de qualité traitant du thème abordé ici, merci de compléter l'article en donnant les références utiles à sa vérifiabilité et en les liant à la section « Notes et références ».
Joseph Ropars, né le 24 juillet 1911 à Poullaouen et mort le 14 octobre 1997 à Rambouillet, est un marin et écrivain français, officier de marine marchande.

## Biographie
Joseph Ropars naît en 1911 à Poullaouen. Il est le fils d'un marchand de bois du village, au sein d'une famille nombreuse de dix enfants. Doué pour les mathématiques, il entame de brillantes études dans une grande école de Nantes, sans toutefois savoir où s'orienter ensuite. Suivant l'annonce dans un journal selon laquelle la Marine recrute sans diplôme mais recherche des élèves bons en mathématiques, il passe l'examen d'entrée de l'École nationale de navigation maritime de Paimpol. Il entre dans cette école en 1926.[réf. nécessaire] L'école n'ayant pas d'internat, sa famille, modeste, économise pour le loger à Paimpol dans une chambre d'hôtel. Son premier embarquement comme élève-officier de marine marchande date de 1928. Il obtient son brevet de Capitaine au long cours en 1932.[réf. nécessaire]
Il a commandé plusieurs paquebots de croisière ou de ligne régulière, principalement la ligne Le Havre-New York. En 1953, il commande le paquebot de croisière Antilles dès sa sortie des chantiers de l'arsenal de Brest. Il a ensuite commandé le Liberté, anciennement Europa, paquebot allemand cédé à la France par les États-Unis pour compenser la perte du Normandie, détruit par un incendie dans le port de New-York.[réf. nécessaire] Sa consécration est d'être nommé commandant du France, commandement qu'il tient du 13 septembre 1963 au 27 juillet 1966, jusqu'à sa retraite ; il est avant le second du précédent commandant. Il se distingue également par des essais sur la science maritime, notamment le radar et le gyrocompas, qui lui valent à bord le surnom de « Commandant savant »,. En 1967, il écrit un article dans Le Monde expliquant les conditions du naufrage du Torrey Canyon. Mort en 1997 à Rambouillet, Joseph Ropars est enterré en Auvergne, d'où venait son épouse.

## Ouvrages
Le commandant Ropars est l'auteur de trois ouvrages sur la navigation au long cours :
- Le radar à la mer, Paris, éditions maritimes et coloniales, 1959
- Le compas gyroscopique, Paris, éditions maritimes et d'Outre-Mer, 1961
- La théorie du navire appliquée au navire de commerce, suivie d'une étude sur Les Fatigues du navire, Paris, éditions maritimes et d'Outre-mer, 1962

## Distinctions
Le commandant Ropars est chevalier de la Légion d'honneur et chevalier du mérite maritime.[réf. nécessaire]